# Filippo Napoletano

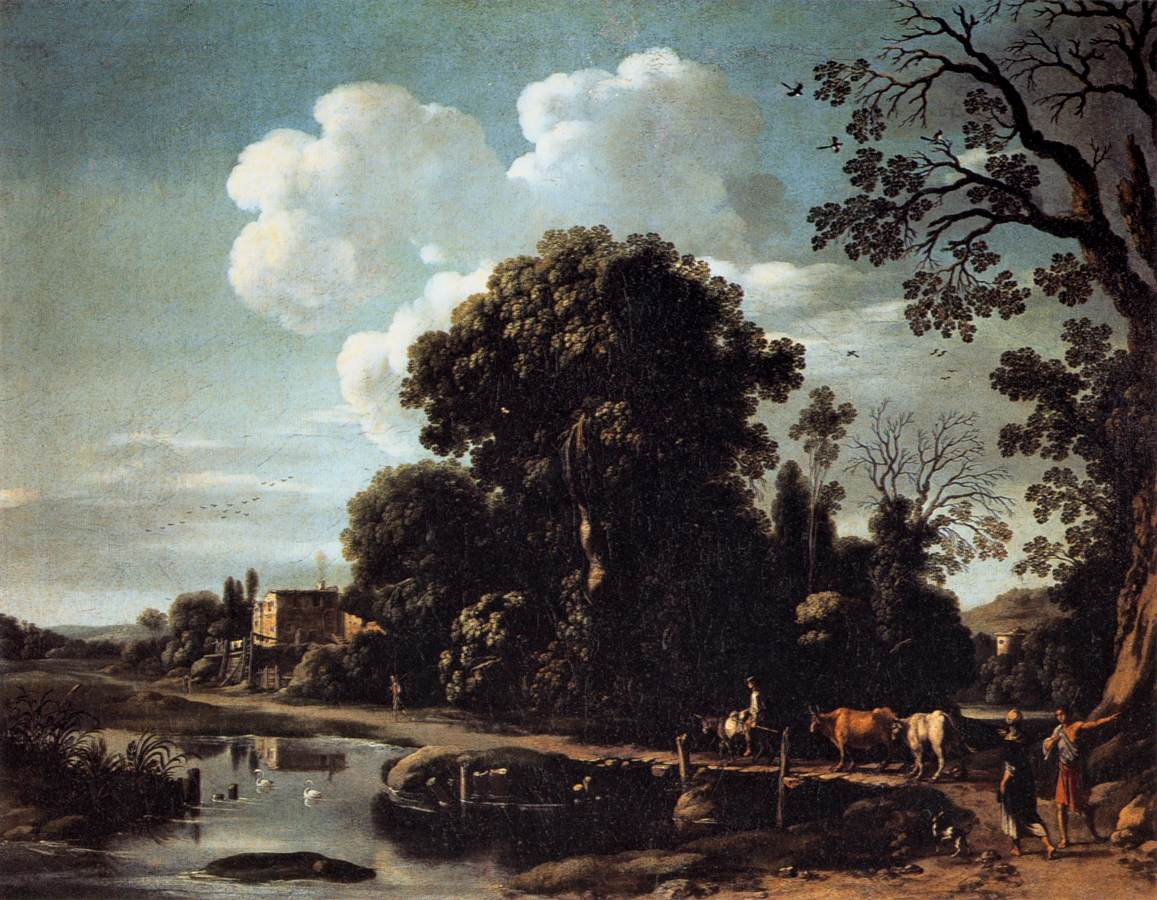
Paisaje fluvial con viandantes, óleo sobre lienzo, 93 x 120 cm, Florencia, Palazzo Pitti.

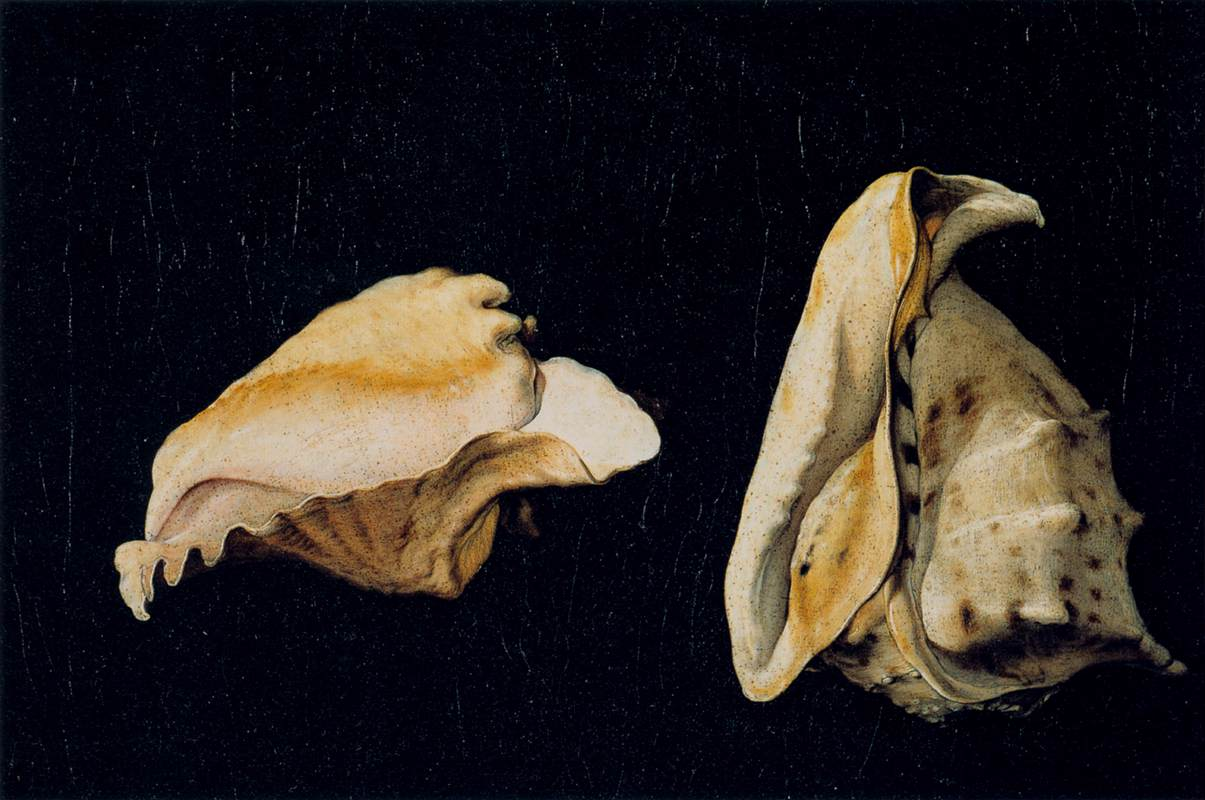
Dos conchas, óleo sobre lienzo, 39 x 56 cm, Florencia, Galleria Palatina, Palazzo Pitti

Filippo di Liagno llamado Filippo Napoletano (Roma, 1589-Roma, 1629) fue un pintor barroco italiano especializado en paisajes.
Hijo de madre romana, Claudia Pallotti, y de padre español, llamado De Liagno, De Liaño o De Llano, nació probablemente en Roma donde su padre ejercía durante el pontificado del papa Sixto V (1585-1590) las funciones de superintendente de las decoraciones pictóricas, aunque su formación, inicialmente como pintor de figuras, tuvo lugar en la ciudad de Nápoles a la que se trasladó la familia en 1600 y en la que permaneció hasta cerca de 1614.
Es probable que fuese ya de vuelta en Roma, a finales de 1614, por mediación de Goffredo Wals y en contacto con Agostino Tassi y Paul Bril, cuando comenzase a interesarse por la naturaleza como materia pictórica y a dibujar al aire libre en sus paseos por Tívoli. En 1617 recibió algunos pagos de la corte de Cosimo II de Médici por obras no especificadas, lo que puede explicar que un año después se trasladase a Florencia. El paisaje de la Toscana, en la que residió hasta la muerte del duque, en 1621, se encuentra reflejado a partir de esos años en sus dibujos del natural junto con la influencia en las figuras vivaces y menudas de Jacques Callot, a quien conoció en Florencia. De vuelta en Roma pintó al fresco varios frisos con paisajes en el palacio Rospigliosi. Entre 1624 y 1627 vivió algún tiempo en Nápoles, donde pintó una Caída de Simón el Mago (Nápoles, col. Matarazzo), pero las últimas noticias de su corta vida lo sitúan nuevamente en Roma en 1627, cuando recibió el encargo de pintar unos cartones para tapices con vistas de los palacios de Aranjuez y Fontainebleau para la fábrica Barberiniana, y en 1629, año en que fue nombrado primer rector de la Academia de San Lucas, con el Caballero de Arpino de príncipe.
Atento a las novedades que suponía la pintura de Adam Elsheimer, los paisajes de Napoletano buscando profundizar en la representación naturalista ponen el acento en las densas masas arbóreas, las atmósferas luminosas y sus reflejos en el agua. Pintor ecléctico, destacó también en las pequeñas pinturas, en particular pintando incendios, barcos y animales y muy especialmente, según indicaba Giulio Mancini, en la pintura extravagante de esqueletos de animales, que formarían parte también de su gusto por la naturaleza y la observación directa, atenta a los detalles y fascinada con lo maravilloso que la naturaleza presenta según se advierte en composiciones como Dos conchas (Florencia, Palazzo Pitti) o en sus trabajos sobre piedras duras.